# Pieter Huybrechts
 (avril 2017).
Si vous disposez d'ouvrages ou d'articles de référence ou si vous connaissez des sites web de qualité traitant du thème abordé ici, merci de compléter l'article en donnant les références utiles à sa vérifiabilité et en les liant à la section « Notes et références ».
Pour les articles homonymes, voir Huybrechts.
Pieter Huybrechts, né le 1er juin 1956 à Anvers, est un homme politique belge flamand, membre du Vlaams Belang.
Il est gradué en topographie.

## Fonctions politiques
- député au Parlement flamand :
  - du 13 juin 1995 au 25 mai 2014